# 1100-as évek
Évszázadok: 11. század · 12. század · 13. század
Évtizedek: 1050-es évek · 1060-as évek · 1070-es évek · 1080-as évek · 1090-es évek · 1100-as évek · 1110-es évek · 1120-as évek · 1130-as évek · 1140-es évek · 1150-es évek
Évek: 1100 · 1101 · 1102 · 1103 · 1104 · 1105 · 1106 · 1107 · 1108 · 1109

## Események és irányzatok
1106: IV. Henrik német-római császár lemond

## Tudomány
- 1100 k. Európában elterjed a kerekes eke, borona, a lóvontatás és vaseszközök. Kétszemélyes lábítós szövőszék használata.
- 1125 k. Az alkohol desztillálása.
- 1138 Csertörő.
- 1150 k. Lőpor kifejlesztése Kínában, az iránytű megalkotása.
- 1160 k. Lenvászonmosó, bütykös tengely.
- 1180 k. Cukornádsajtó. szélmalom, tükörfoncsorozás, szappan, gomb.
- 1187 Kohó.
- 1195 Köszörű.

## A világ vezetői
- Kálmán magyar király (Magyar Királyság) (1095–1116† )